# Nazionale femminile di hockey su pista della Colombia
La nazionale di hockey su pista femminile della Colombia è la selezione femminile di hockey su pista che rappresenta la Colombia in ambito internazionale.

Attiva dal 1998, opera sotto la giurisdizione della Federazione di pattinaggio della Colombia.

## Palmarès
- Campionati del mondo: 
  -  3º posto: 2012

## Risultati

### Campionato del mondo
| Edizione | Sede/i            | Piazzamento      | G | V | N | P |      |
| 1992     | Springe           | Non partecipante | - | - | - | - | n.d. |
| 1994     | Tavira            | Non partecipante | - | - | - | - | n.d. |
| 1996     | Sertãozinho       | Non partecipante | - | - | - | - | n.d. |
| 1998     | Buenos Aires      | 8º posto         | 7 | 2 | 0 | 5 | Rosa |
| 2000     | Marl              | 13º posto        | 5 | 2 | 0 | 3 | Rosa |
| 2002     | Paços de Ferreira | 13º posto        | 6 | 2 | 0 | 4 | Rosa |
| 2004     | Wuppertal         | 11º posto        | 5 | 3 | 0 | 2 | Rosa |
| 2006     | Santiago del Cile | 5º posto         | 4 | 2 | 1 | 1 | Rosa |
| 2008     | Honjō             | Non partecipante | - | - | - | - | n.d. |
| 2010     | Alcobendas        | 5º posto         | 6 | 3 | 0 | 3 | Rosa |
| 2012     | Recife            | 3º posto         | 6 | 5 | 0 | 1 | Rosa |
| 2014     | Tourcoing         | 8º posto         | 7 | 3 | 0 | 4 | Rosa |

### Coppa America
| Edizione | Sede/i            | Piazzamento      | G | V | N | P |      |
| 2006     | Santiago del Cile | 4º posto         | 5 | 0 | 0 | 5 | Rosa |
| 2007     | Santiago del Cile | 5º posto         | 5 | 0 | 0 | 5 | Rosa |
| 2010     | Vic               | Non partecipante | - | - | - | - | n.d. |
| 2011     | Sertãozinho       | Non partecipante | - | - | - | - | n.d. |